# S-Bahn w Dreźnie
S-Bahn Dresden – kolej miejska (S-Bahn) świadcząca kolejowe przewozy pasażerskie w Dreźnie i okolicy. Została utworzona w 1973 roku i składa się z czterech linii. Łączy wiele obszarów z Dreznem jak Miśnia, Radebeul, Pirna i Wyżyna Dieczyńska, Port lotniczy Drezno, Freital, Tharandt i Freiberg.
Sieć składa się z 56 stacji (w tym 17 w Dreźnie) i liczy 166 km długości.
Pociągi zwykle składają się z lokomotywy (serii BR 182 lub BR 143) i do pięciu dwupoziomowych wagonów. Niektóre stacje mają bezpośredni dostęp do Kolei Weisseritz i Kolejki wąskotorowej Radebeul-Radeburg. To jedyna sieć S-Bahn w Niemczech, w skład której wchodzi stacja graniczna (Schöna na granicy z Czechami).

## Linie
- S1 Meißen-Triebischtal – Dresden-Neustadt – Dresden Hauptbahnhof – Bad Schandau – Schöna
- S2 Dresden Flughafen – Dresden-Klotzsche – Dresden-Neustadt – Dresden Hauptbahnhof – Pirna
- S3 Dresden Hauptbahnhof – Tharandt (– Freiberg (Sachs))
- S8 Dresden Hauptbahnhof – Dresden-Neustadt – Radeberg – Kamenz

## Galeria

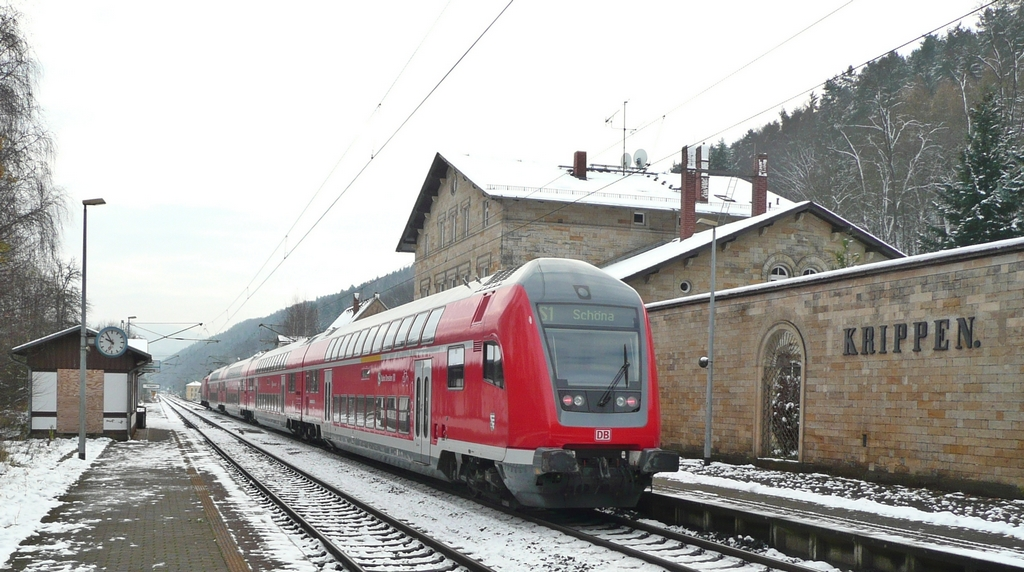
Pociąg linii S1 na stacji Krippen (w 2008 r.)
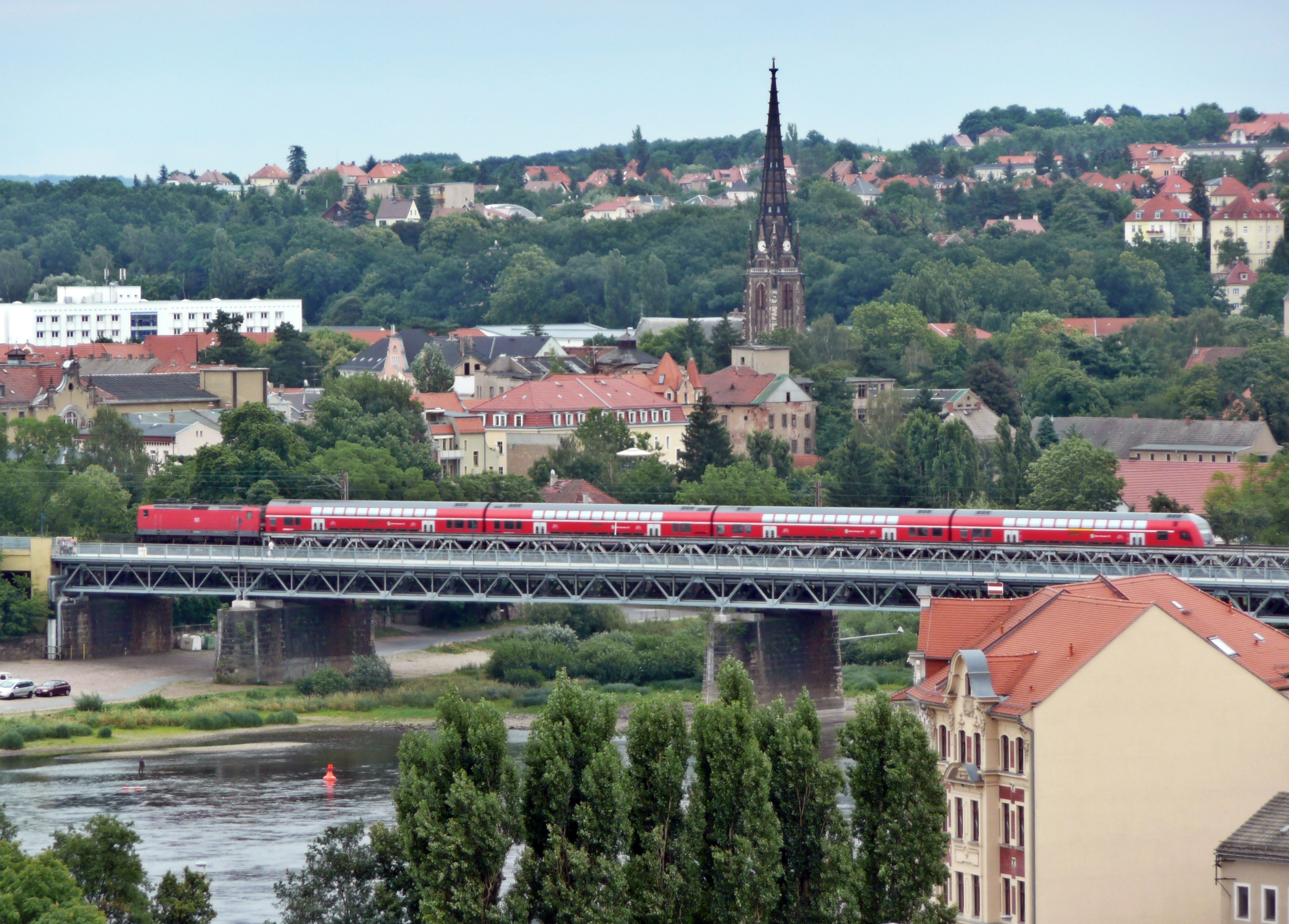
Pociąg linii S1 na moście nad Łabą w Miśni (w 2008 r.)
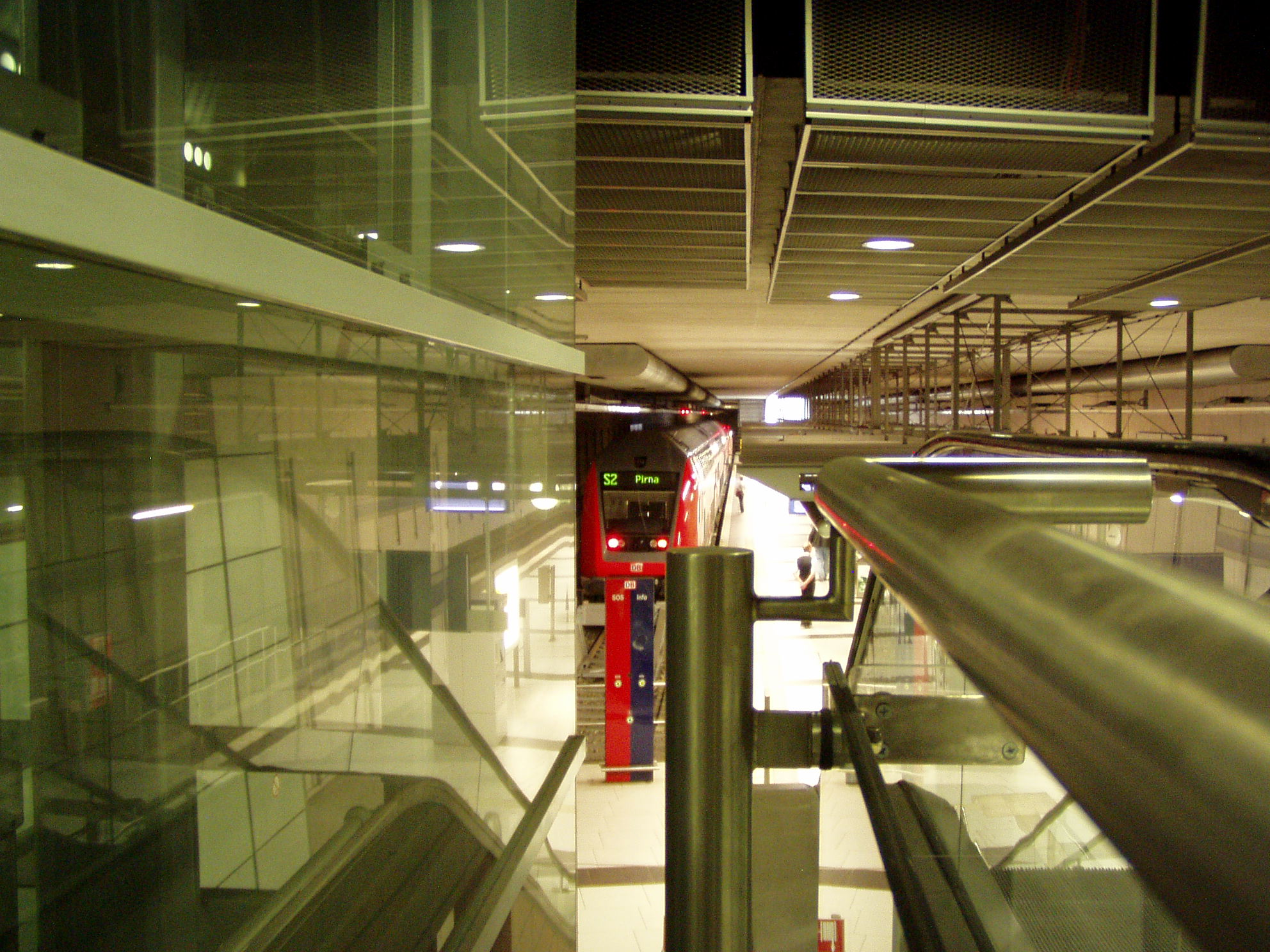
Pociąg linii S2 na stacji Dresden Flughafen (w 2008 r.)
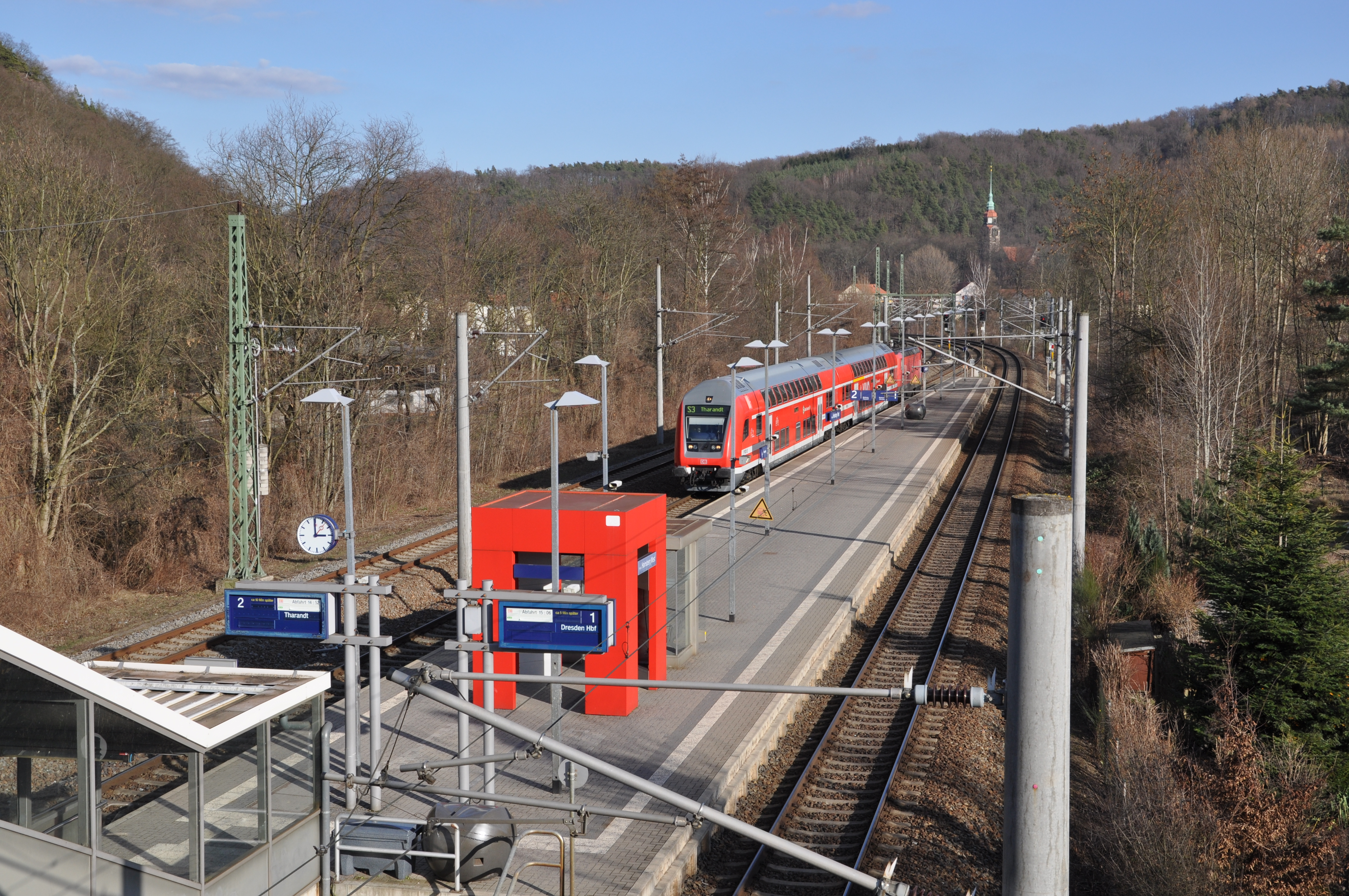
Stacja Freital-Hainsberg West (linia S3) (w 2014 r.)